# Horst-Wessel-Lied

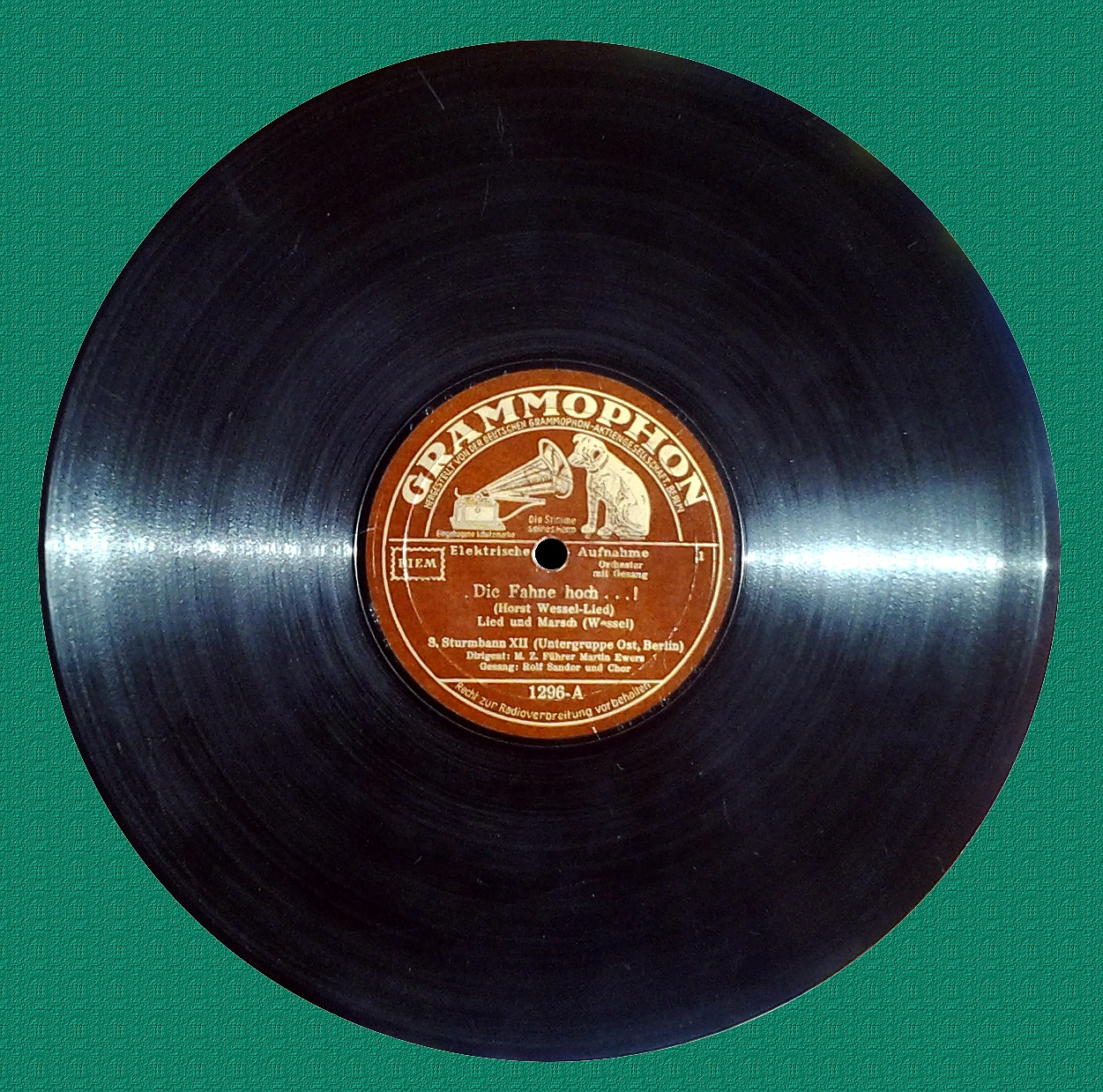
Horst Wessel-sången, grammofoninspelning från 1933.

Horst-Wessel-Lied (svenska Horst Wessel-sången), Die Fahne hoch (Fanan högt) eller Vak upp vårt folk är en nazistisk sång skriven 1927–1929 av SA-medlemmen Horst Wessel.

## Historia
Texten skrevs av Horst Wessel till en känd melodi någon gång under tiden 1927-29. Wessel var medlem i SA sedan 1923 och ledare för en lokalavdelning i Berlin sedan 1929. Wessel uppges ha inspirerats av ett poem av Willi Bredel i kommunistiska Roter Frontkämpferbund. Enstaka ord har förändrats efter Wessels död och efter utrensningen av SA:s ledare 1934, de långa knivarnas natt, men förblev i allt väsentligt enligt Wessels originaltext där SA står i fokus, trots att organisationen blivit "passiviserad" av Adolf Hitler.
Melodin bygger på en äldre marschmelodi, som oftast ses som traditionell men som har tillskrivits några olika upphovsmän, bland andra Étienne-Nicolas Méhul. Ur dennes opera Joseph från 1807 har en sång med en liknande melodi använts för en under 1800-talet populär sång, "der Abenteurer". En nästan identisk melodi används i skillingtrycksvisan "Alpens ros", med svensk text av Wilhelmina Hoffman.
Sången blev Nationalsocialistiska tyska arbetarepartiets (NSDAP) och det nazistiska SA:s officiella sång efter att ha publicerats 1929 i den partistyrda tidningen Der Angriff. Den framfördes i Nazityskland i direkt anslutning till "Deutschlandlied" och fungerade därför i praktiken som ett slags andra nationalsång, genom lag från 19 maj 1933 nationell symbol för Nazityskland. Den var partiets officiella marschhymn. Sången förekom flitigt vid politiska möten, tyska radiosändningar och i skolan under 1933-45. Wessel betraktades som martyr, mördad av en kommunist, och hyllades för sin sång i Nazityskland.

## Innehåll
Sången beskriver nazisternas kamp mot kommunismen (Kommunistiska internationalen) som ansågs hota nationen och mot högerpartierna (konservativa och liberaler), "reaktionen". Under 1920-talet förekom många skärmytslingar mellan SA-medlemmar och kommunistiska Röda Fronten (Roter Frontkämpferbund), KPD:s paramilitära organisation, respektive statens ordningsmakt ("de konservativa"), med blodsspillan. I enlighet med Hitlers retoriska angrepp på "profitörerna", beskriver sången arbetarnas hopp om välstånd ("bröd") och frihet från träldom. SA:s målsättning var att genomföra en andra revolution, för arbetarnas sak, mot kapitalismen. SA hade, likt kommunisterna, en stark fankult med röda flaggor som bars omkring, främst NSDAP:s med hakkors, men även med SA:s egen symbol.

## Eftermäle
Såväl text som melodi är sedan andra världskrigets slut förbjudna i Tyskland, där man tagit avstånd från nazismens förbrytelser. Den har emellertid ofta använts i filmer som symbol för nazismen och Adolf Hitlers Tyskland, exempelvis De unga lejonen från 1958, Pojken i randig pyjamas från 2008 och ofta i bakgrunden i En alldeles särskild dag från 1977, och i datorspel som relaterar till Nazityskland, såsom Wolfenstein 3D. Sången har även parodierats i Disneys propagandafilm Der Fuehrer's Face.

## Tyskt original med översättning
| Die Fahne hoch! Die Reihen fest geschlossen! S.A. marschiert Mit ruhig festem Schritt Kam'raden die Rotfront Und Reaktion erschossen Marschier'n im Geist In unsern Reihen mit: Die Straße frei Den braunen Batallionen Die Straße frei Dem Sturmabteilungsmann! Es schau'n auf's Hakenkreuz Voll Hoffnung schon Millionen Der Tag für Freiheit Und für Brot bricht an Zum letzten Mal Wird Sturmappell geblasen! Zum Kampfe steh'n Wir alle schon bereit! Bald flattern Hitlerfahnen Über allen Straßen Die Knechtschaft dauert Nur noch kurze Zeit! Åter till första versen | Håll Fanan högt Med fast slutna led! S.A. marscherar med fasta, trygga steg Kamrater som röda fronten och reaktionen skjutit marscherar i anden ännu i våra led Håll gatan fri för bruna bataljonen Håll gatan fri för stormavdelningsmän Mot hakkorset ser nu hoppfullt miljoner Frihetens dag och brödets dag är här För sista gången blåses stormningsorder Till kampen redo står vi upp till kamp Snart fladdrar Hitlerfanan över varje gata Träldomen varar blott en kort tid till |

## Andra versioner

### På svenska
Den svenske nazistledaren för det svenska Nationalsocialistiska Arbetarepartiet, Sven Olov Lindholm skrev en egen tolkning till melodin som sjöngs av svenska nazister under kriget, denna tolkning gick under namnet Vak upp vårt folk.

### Text
Vak upp vårt folk
ur dina drömmar tunga
Vår frihets dag
står upp ur töcken grå!
Nu samlas arbetets
och kampens härar unga,
att Sverige åter
Sverige bliva må!
Framåt i kamp
mot borgardömets fästen
Framåt till strid
mot rövat kapital!
Kamrater front emot
marxismens judenästen,
slå ned envar,
som arbetskraften stal!
S.A. på marsch
mot lögnen och förtrycket
är Sveriges marsch
till frihet, ljus och bröd
den stora resningen
mot dem som tog för mycket,
trots folkets armod,
svält och bondenöd!
Gör gatan fri
för bruna kämpaleden
S.A. kan dö
men aldrig vända om!
Nu höjas hakkorsfanorna
och frihetseden
Ur nordisk stam
all världens öde kom!

### På engelska
Den brittiska borgerliga nazistiska Oswald Mosley som ledde British Union of Fascists (som fängslades under kriget för sitt landsförräderi) hade en variant av sången som de kallade Comrades the voices.